# Sule Skerry
Sule Skerry är en ö i Storbritannien.   Den ligger i kommunen Orkneyöarna och riksdelen Skottland, i den norra delen av landet, 900 km norr om huvudstaden London. Arean är 16,0 kvadratkilometer.
Terrängen på Sule Skerry är mycket platt. Öns högsta punkt är 15 meter över havet. Den sträcker sig 0,6 kilometer i nord-sydlig riktning, och 0,9 kilometer i öst-västlig riktning.